# Laboratorium Waterwolf
Laboratorium Waterwolf is een initiatief van museum Gouda, de Openbare Bibliotheek Gouda, het Streekarchief Midden-Holland en het lectoraat Informatietechnologie en Samenleving van de Haagse Hogeschool. Onderwerp van onderzoek is 'lokale betekenis': de manier waarop buurten, wijken, dorpen, steden en regio's omgaan met lokale betekenis en culturele identiteit.
Centraal staat de manier waarop betekenisgeving verandert onder invloed van informatie en communicatietechnologie. Processen van expressie en reflectie veranderen van structuur en inhoud nu onze samenleving zich meer en meer transformeert naar een netwerksamenleving. Alle bestaande spelers (overheden, bedrijven, culturele instellingen, burgers, etc.) zullen zich op nieuwe manieren tot elkaar gaan verhouden. Betekenis en identiteit zijn hierin kernbegrippen waar actief mee geëxperimenteerd wordt.
Het laboratorium richt zich met name op deze veranderende rollen van de verschillende spelers: klassieke 'zenders', werkend vanuit inhoudelijke autoriteit, zullen steeds vaker niet alleen zelf reflecteren en kennis ontwikkelen, maar juist een centrale rol spelen in het organiseren en inspireren van kennisontwikkeling en leerprocessen in de samenleving zelf. In Laboratorium Waterwolf experimenteren de deelnemende partijen actief met deze problematiek.